# Ling Beck
Der Ling Beck ist ein Wasserlauf in Cumbria, England. Er entsteht nordöstlich von Seaton und fließt in westlicher Richtung durch den Ort. Westlich von Seaton mündet er in den Siddick Pond, den er an dessen südwestlicher Ecke wieder verlässt, um dann am nördlichen Rand von Workington in den River Derwent zu münden.